# Będą bić!
Będą bić! – drugi album studyjny krakowskiego zespołu Hańba! wydany 25 sierpnia 2017 przez wydawnictwo Antena Krzyku. Album nawiązuje do Wielkiego Strajku Chłopskiego.

## Lista utworów
Opracowano na podstawie materiału źródłowego.
| Nr  | Tytuł utworu                                      | Długość |
| --- | ------------------------------------------------- | ------- |
| 1.  | „Za nic”                                          | 2:43    |
| 2.  | „Piosenka młodych faszystów” (sł. Leon Pasternak) | 2:43    |
| 3.  | „Wojenka” (sł. Lucjan Szenwald)                   | 2:43    |
| 4.  | „Polak zbrojny” (sł. Ziemowit Szczerek)           | 2:49    |
| 5.  | „Racyje” (sł. Andrzej Zagajewski)                 | 1:33    |
| 6.  | „Płać, chłopie!” (sł. Lucjan Szenwald)            | 4:22    |
| 7.  | „A+B” (sł. Mateusz Nowicki)                       | 1:49    |
| 8.  | „Żyda bić” (sł. Julian Tuwim)                     | 1:35    |
| 9.  | „O Berezie”                                       | 2:17    |
| 10. | „Jeść i pić” (sł. Władysław Broniewski)           | 3:50    |
| 11. | „Puste samoloty” (sł. Jerzy Jurandot)             | 4:29    |
| 12. | „Hoży i świeży” (sł. Julian Tuwim)                | 3:17    |
|     |                                                   | 34:10   |

## Twórcy
- Ignacy Woland (naprawdę: Jakub Lewicki)
- Adam Sobolewski (naprawdę: Mateusz Nowicki)
- Andrzej Zamenhof (naprawdę: Andrzej Zagajewski)
- Wiesław Król (naprawdę: Michał Radmacher)